# If 〜もしも願いが叶うなら〜
「If 〜もしも願いが叶うなら〜」（イフ もしもねがいがかなうなら）は、下川みくにの2ndシングル。1999年7月28日にポニーキャニオンより発売された。

## 概要
- 規格は8cmCD。
- 広瀬香美プロデュースの第2弾シングルである。
- 表題曲は、ブルボン「プチビット」のテレビCMに起用された。またラジオ「しんドル」内の本人担当コーナー「下川みくにのミクリックRADIO」のエンディングテーマでもある。
- 『392 〜mikuni shimokawa BEST SELECTION〜』では、「CMJK remix」として収録されている。
- 「幸せのパスポート」はアルバム未収録。

## 収録曲
全曲 作詞・作曲：広瀬香美、編曲：高橋圭一
1. If 〜もしも願いが叶うなら〜 [4:58]
2. 幸せのパスポート [4:37]
3. If 〜もしも願いが叶うなら〜 (original karaoke)